# Marie NDiaye
Marie NDiaye (Pithiviers, 4 giugno 1967) è una scrittrice e opinionista francese.

## Biografia
Marie NDiaye nasce a Pithiviers in Francia il 4 giugno 1967 da madre francese e da padre senegalese. Il padre abbandona la famiglia quando Marie ha un anno e ritorna in Senegal. Vive nella banlieu parigina con il fratello Pap e la madre. Studia linguistica alla Sorbona. Marie NDiaye inizia a scrivere a dodici anni. Pubblica il suo primo romanzo, "Quant au riche avenir", (Il pensiero dei sensi), Éditions de Minuit all'età di diciassette anni. Vince una borsa di studio dell'Accademia di Francia a Villa Medici, a Roma. La consacrazione avviene nel 2001 con il romanzo "Rosie Carpe" con il quale ottiene il Premio Femina. Marie NDiaye è anche una scrittrice di teatro, e pubblica anche una raccolta di racconti nel 2004 dal titolo "Tutti i miei amici".
L'impegno intellettuale non le impedisce di farsi una famiglia. Sposa lo scrittore Jean-Yves Cendrey e nascono tre figli: Laurène, Silvère e Romaric. L'incontro con il marito è avventuroso: Jean-Yves a 18 anni ruba una copia del primo libro della scrittrice Il pensiero dei sensi; rimasto impressionato dal libro le scrive una lunga lettera a cui lei risponde e si sposano.
Vive in Francia sino al 2007, poi per incompatibilità col Sarkozismo. si trasferisce in Germania a Berlino che definisce città tranquilla in cui si vive bene.
Nel 2009 vince il prestigioso Premio Goncourt, prima donna di colore a conseguire questo Premio, con il romanzo Trois femmes puissantes. Nel romanzo la famiglia è il regno dell'incomprensione, ma poi afferma: la famiglia è il mio laboratorio. È qui che sperimento tutti i sentimenti possibili.

## Opere

### Romanzi per la gioventù
- La diablesse et son enfant, illustration Nadja - École des loisirs, 2000
- Le Paradis de Prunelle, illustration Pierre Mornet - Albin Michel Jeunesse, 2003
- Le souhait, illustration Alice Charbin - École des loisirs, 2005

### Romanzi e racconti
- Quant au riche avenir - Minuit, 1985, ISBN|2-7073-1018-2
- Comédie classique - P.O.L, 1988, ISBN|2-86744-082-3
- La femme changée en bûche - Minuit, 1989, ISBN|2-7073-1285-1
- En famille - Minuit, 1991, ISBN|2-7073-1367-X
- Un temps de saison - Minuit, 1994, ISBN|2-7073-1474-9
- La Sorcière - Minuit, 1996, ISBN|2-7073-1569-9, La Strega (Prehistorica Editore, 2025; traduzione di Antonella Conti)
- En Chine 1 et 2, dans Dix, recueil de nouvelles collectif - Grasset / Les Inrockuptibles, 1997 ISBN|2-246-54701-6
- La naufragée - Flohic, 1999, ISBN|2842340620
- Rosie Carpe - (Rosie Carpe, Minuit, 2001, ISBN|2-7073-1740-3), traduzione di Lucia Quaquarelli, Milano: Morellini, 2005
- Tous mes amis, nouvelles - Minuit, 2004, ISBN|2-7073-1859-0
- Autoportrait en vert - Mercure de France, 2005, ISBN|2-7152-2481-8
- Mon cœur à l'étroit - Gallimard, 2007, ISBN|978-2-07-077457-9
- Trois Femmes puissantes - Gallimard, 2009, ISBN|978-2-07-078654-1, Premio Goncourt 2009
- Y penser sans cesse - Photographies de Denis Cointe, L'Arbre vengeur, 2011, ISBN|9-782916-1417-18
- Le serpi, traduzione di Federica Bevilacqua e Chiara Montesi con Federica Fracassi, Bologna, Cue Press, 2016. ISBN 9788899737276.
- The snakes, traduzione di Kélina Gotman, Bologna, Cue Press, 2016. ISBN 9788899737269.

### Teatro
- Hilda - Minuit, 1999, ISBN|2-7073-1661-X
- Papa doit manger - Minuit, 2003, ISBN|2-7073-1798-5
- Rien d'humain - Les Solitaires Intempestifs, 2004, ISBN|2-84681-095-8
- Les serpents - Minuit, 2004, ISBN|2-7073-1856-6
- « Providence » - in  Puzzle, Jean-Yves Cendrey et Marie NDiaye, Gallimard, 2007 (prima edizione: Comp'Act, 2001)
- Avec Jean-Yves Cendrey: « Toute vérité » - in  Puzzle, Jean-Yves Cendrey et Marie NDiaye, Gallimard, 2007. ISBN|978-2-07-078183-6
- Les grandes personnes - Gallimard, 2011, ISBN|978-2-07-013193-8

## Premi e riconoscimenti
- Premio Femina: 2001 per Rosie Carpe
- Premio Goncourt: 2009 per Trois femmes puissantes (prima vincitrice del premio Femina a vincere anche il Goncourt)
- Internationaler Literaturpreis: 2010 per Tre donne forti[4]
- Premio Nelly Sachs: 2015
- Premio di Stato austriaco per la letteratura europea: 2023[5]